# Belmont (Haute-Marne)
Belmont ist eine französische Gemeinde mit 48 Einwohnern (Stand 1. Januar 2022) im Département Haute-Marne in der Region Grand Est. Sie gehört zum Arrondissement Langres und zum Kanton Chalindrey. Die Bewohner werden Belmontais und Belmontaises genannt.

## Geografie
Die Gemeinde Belmont liegt in einem Seitental des Salon, 25 Kilometer südöstlich von Langres an der Grenze zum Département Haute-Saône. Hier mündet das Flüsschen Fayl in den Salon. Nachbargemeinden sind:
|         | Champsevraine                               |             |
| Saulles | Kompassrose, die auf Nachbargemeinden zeigt | Genevrières |
|         | Champlitte                                  | Tornay      |

## Bevölkerungsentwicklung
| Jahr                       | 1962 | 1968 | 1975 | 1982 | 1990 | 1999 | 2008 | 2019 |
| -------------------------- | ---- | ---- | ---- | ---- | ---- | ---- | ---- | ---- |
| Einwohner                  | 95   | 95   | 83   | 59   | 59   | 47   | 58   | 58   |
| Quellen: Cassini und INSEE |      |      |      |      |      |      |      |      |

## Sehenswürdigkeiten
- Reste der ehemaligen Zisterzienserinnenabtei Belmont aus dem 18. Jahrhundert, seit 2004 in Teilen als Monument historique eingeschrieben